# Kiichiro Toyoda

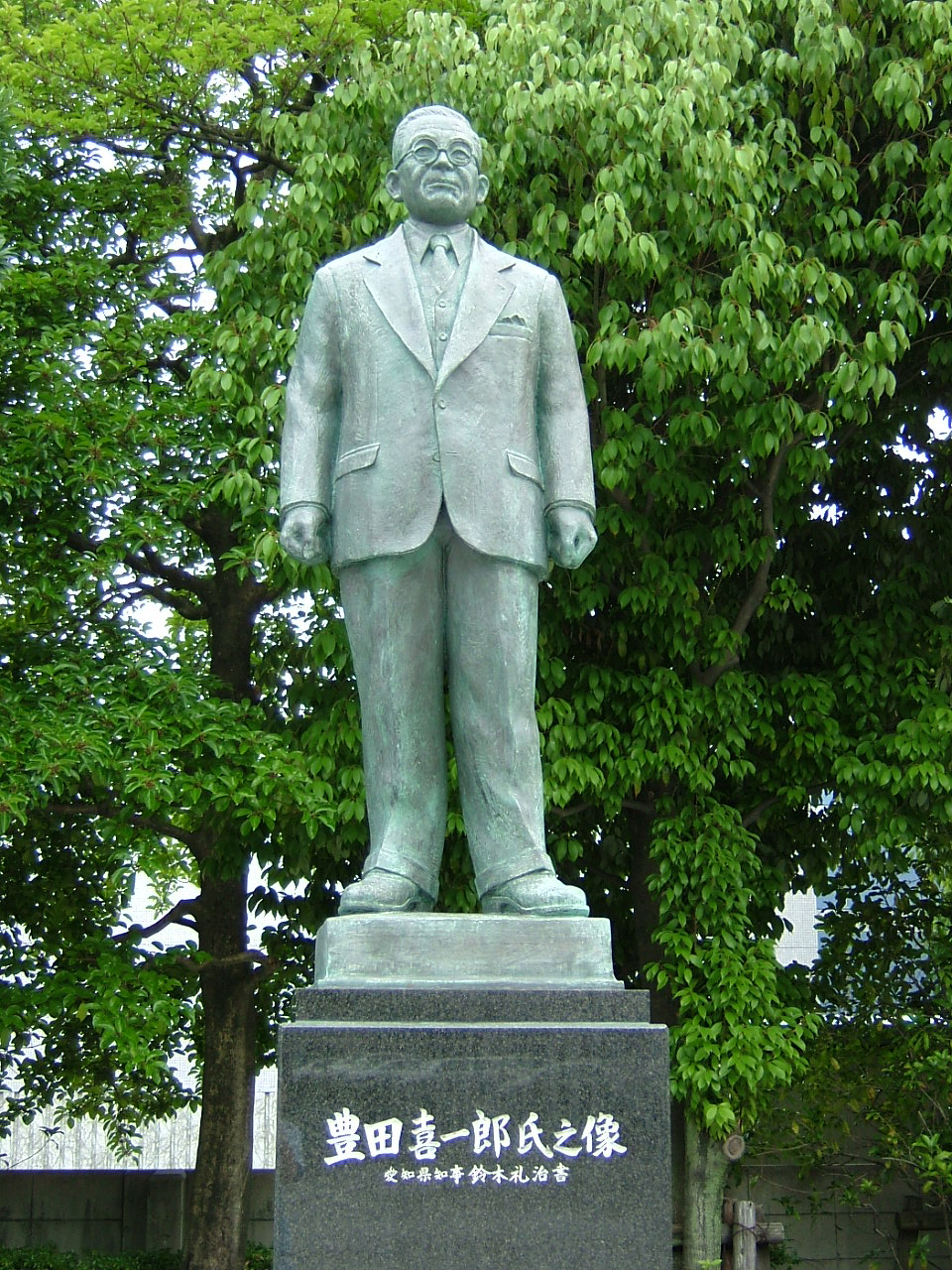
Bronzen beeld van Toyoda

Kiichiro Toyoda (Japans: 豊田喜一郎) (Shizuoka, 11 juni 1894 - Toyota, 27 maart 1952) was een Japans industrieel. Toyoda was in 1937 de oprichter van Toyota.
Kiichiro Toyoda studeerde in 1920 af aan de faculteit ingenieurswetenschappen van de Keizerlijke universiteit van Tokio, en deed aan dezelfde universiteit aangemoedigd door zijn vader die in hem de opvolger voor het bedrijf zag, een bijkomende studie rechten van een jaar. Ook deed hij van 1921 tot 1922 een wereldreis die hem onder meer langs San Francisco, Londen en Shanghai bracht.
Kiichiro is een zoon van Sakichi Toyoda. Deze laatste had in 1926 Toyoda Automatic Loom Works opgericht en fabriceerde weefgetouwen. Toen dit bedrijf door de recessie geen groei meer kende, wierp zijn zoon die na het overlijden van vader in 1930 het bedrijf had overgenomen, zich op de volatiele auto-industrie en richtte de Toyota Motor Corporation op. Hij was hierin aangemoedigd door de woorden van zijn vader, die hem vroeger op het hart had gedrukt zijn droom te volgen.
Kiichiro Toyoda trok zich in 1950, twee jaar voor zijn overlijden, terug als bedrijfsleider. Hij is tot op heden steeds opgevolgd door familieleden, waaronder Eiji Toyoda, Shoichiro Toyoda en Akio Toyoda.